# Opentracker
opentracker ist eine freie (Beerware) BitTorrent-Trackersoftware (eine spezielle Art HTTP- bzw. UDP-Serversoftware), die auf Geschwindigkeit und minimalen Bedarf an Systemressourcen ausgelegt ist.

## Merkmale
Opentracker ist um ein Vielfaches schneller als jegliche zuvor existierende BitTorrent-Trackersoftware und benötigt weniger Speicherplatz.
Insbesondere letzteres ermöglicht einen Einsatz der Software auch auf Systemen mit geringen Kapazitäten, wie beispielsweise eingebetteten Systemen.
Es können Cluster mit mehreren Instanzen der Software betrieben werden, die sich untereinander synchronisieren.
Neben dem Hypertext Transfer Protocol (HTTP) kann opentracker auch über das User Datagram Protocol (UDP) angesprochen werden, was unter anderem das Datenverkehrsaufkommen am Tracker um über die Hälfte senken kann.
opentracker unterstützt IPv6, gzip-Komprimierung für full scrapes und Schwarze Listen unerwünschter Torrents.
Da in der Zwischenzeit schon aufgrund der Listung der IP-Adresse des Beschuldigten auf BitTorrent-Trackern Urheberrechtsverletzungs-Abmahnungen verschickt wurden, kann opentracker zu Zwecken der glaubhaften Abstreitbarkeit sinnvolle zufällige IP-Adressen beimischen.

## Technologie
Opentracker baut auf der von Felix von Leitner geschriebenen Programmbibliothek libowfat auf, die Netzwerkverbindungen verwaltet.
Für einige neue Funktionen, wie die UDP-Unterstützung mit IPv6 oder den Datenabgleich zwischen mehreren Programminstanzen, wurden eigene Protokollerweiterungen entwickelt.
Opentracker arbeitet vollständig im Arbeitsspeicher, was einen großen Teil des Geschwindigkeitsvorteils der Software bedingt.
Die Software ist in C implementiert.

## Verwendung
Die Tracker von The Pirate Bay, dem weltgrößten Tracker-Komplex, wurden Ende 2007 vollständig vom selbstentwickelten Hypercube auf opentracker umgestellt. Ein großer Teil der BitTorrent-Peers (verantwortlich für den Großteil des weltweiten Internetdatenverkehrs) weltweit wird damit von opentracker bedient.
Weiterhin wird die Software von der norwegischen staatlichen Rundfunkgesellschaft NRK eingesetzt. Auch Wikipedia betreibt damit einen Tracker zur Verteilung z. B. der DVD-Edition der Enzyklopädie.